# Stratená
Stratená este o comună slovacă, aflată în districtul Rožňava din regiunea Košice. Localitatea se află la altitudinea de 831 m deasupra n.m., se întinde pe o suprafață de 35,36 km2 și în 2017 număra 125 de locuitori.

## Demografie
| An:                | 1994 | 2004    | 2014   | 2024   |
| ------------------ | ---- | ------- | ------ | ------ |
| Număr de persoane: | 194  | 140     | 128    | 119    |
| Diferență:         |      | −27,83% | −8,57% | −7,03% |

| An:                | 2023 | 2024 |
| ------------------ | ---- | ---- |
| Număr de persoane: | 119  | 119  |
| Diferență:         |      | +0%  |